# 揚亞美利加鎮區 (伊利諾伊州埃德加縣)
揚亞美利加鎮區（英語：Young America Township）是位於美國伊利諾伊州埃德加縣的一個行政鎮區。

## 地方資料
根據2010年美國人口普查的數據，揚亞美利加鎮區的面積為143.20平方千米，當中陸地面積為143.20平方千米，而水域面積為0.00平方千米。當地共有人口687人，而人口密度為每平方千米4.8人。